# Pietarinkarit (ö i Lappland)
Pietarinkarit är en ö i Finland. Den ligger i sjön Yli-Kitka och i kommunen Posio i den ekonomiska regionen  Östra Lapplands ekonomiska region  och landskapet Lappland, i den nordöstra delen av landet, 700 km norr om huvudstaden Helsingfors. Öns area är 0,2 hektar och dess största längd är 50 meter i sydväst-nordöstlig riktning.  Notera att namnet antyder att det är fråga om flera öar.